# Иван Валачев
Иван Петров Валачев е български агроном и публицист.

## Биография
Иван Валачев е роден в село Шилковци, Еленско, на 16 април 1878 г. в семейство на градинари и винари. Има трима братя и една сестра. Детството си прекарва в село Средни колиби, където получава и първоначалното си образование, в начално училище, построено през 1835 г. През 1893 г. завършва с отличие и трикласно училище в Елена. През същата година е приет в първото държавно професионално средно земеделско училище в Садово, Асеновградско, което завършва през 1896 г. с много добър успех. Веднага след завършването си е изпратен да специализира в Унгарското дружество за възстановяване на лозата в Арад (1896 – 1898).
При завръщането си в България Валачев е назначен за учител и за кратко като директор в Държавното лозарско-овощарско училище в Кюстендил. Там развива активна дейност за възобновяване на унищожените от филоксерата лозя. В Кюстендил организира и започва издаването на списание „Лоза“, месечно илюстровано списание за лозарство, винарство и овощарство (кн. 1, септември 1902 г.), на което е редактор и издател до февруари 1912 г. В него се публикуват статии от чужди (европейски, американски и др.) и от български автори за теоретични новости и практически постижения в тези области. Публикуват се нови закони и разпоредби, и дискусии по важни проблеми в тези области. През 1907 г. Иван Валачев продължава образованието си във висшите курсове по лозарство, винарство и кошничарство в Будапеща.
Скоро след завръщането си в България, през 1910 г. Иван Валачев е назначен за директор на Държавното девическо земеделско училище в Орхание. През 1939 г. Иван Валачев организира и ръководи курс по земеделие за евреи (100 души), които желаят да се изселят в Палестина. По-късно, като преподавател в Софийска духовна семинария, участва в процеса по спасяването на българските евреи, заедно с известни интелектуалци от Кюстендил и духовници от Българската православна църква.

Един от апостолите на българското земеделие, Иван Валачев е известен като теоретик и практик в областта на лозарството, винарството и овощарството, също и в областта на пчеларството. Написал е множество наръчници, ръководства, учебници и брошури в областта, в която работил. Като преподавател, останал до края на живота си приятел и съветник на голям брой от своите колеги и ученици. На 14 февруари 1906 г. е награден със Сребърен кръст на Народен орден „За гражданска заслуга“ от княз Фердинанд I.
Иван Валачев умира на 9 май 1953 г. в София.

## Някои научни трудове
- Ръководство по домашна земеделска индустрия, 1950
- Валачев, Иван. Наръчник по домашните ръчни и земеделски занятия.   София, Земиздат, 1950. с. 123.
- Валачев, Иван. Учебник по пчеларство за практическите и допълнителни замеделски училища.   без издател, 1943. с. 117.
- Валачев, Иван. Пълен пчеларски наръчник.   Княжаво, С. Княжаво, 1937. с. 256.[2]
- Отпадъците от меда и тяхното използване, 1933
- Валачев, Иван. Десертното грозде: Неговото значение като храна и цяр. Производството и запазването му в прясно състояние. Търговията с него.   София, Печатница Елисей Петков, 1927. с. 100.
- Ръководство по винарство, 1912
- Валачев, Иван. Практическо ръководство по лозарство.   Кюстендилъ, Печатница на Бр. Г. Дюлгерови, 1905. с. 190.[5]
- Валачев, Иван. Практическо ръководство по винарство.   Кюстендилъ, Печатница на Бр. Г. Дюлгерови, 1902. с. 128.[5]
- Списание „Лоза“, Валачев, И. П., 1902 – 1912, 12 книжки в година.[2]